# Regiunea Lindi
Lindi este o regiune a Tanzaniei a cărei capitală este Lindi. Are o populație de 852.000 locuitori și o suprafață de 66.000 km2.

## Subdiviziuni
Această regiune este divizată în 6 districte:
- Kilwa
- Lindi Rural
- Lindi Urban
- Liwale
- Nachingwea
- Ruangwa